# Jules Hébert

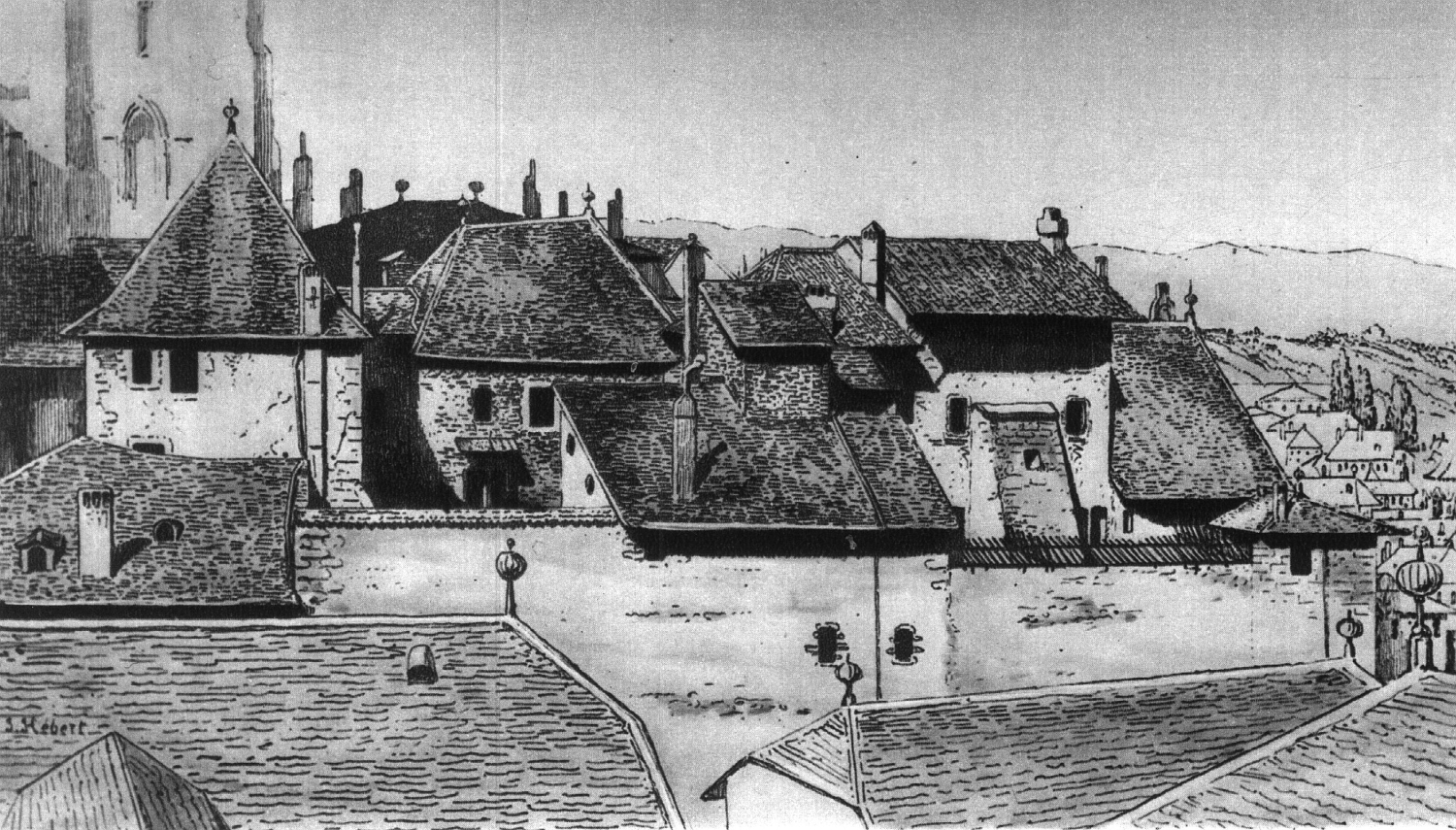
Jules Hébert: Bischofshof Genf (1840)

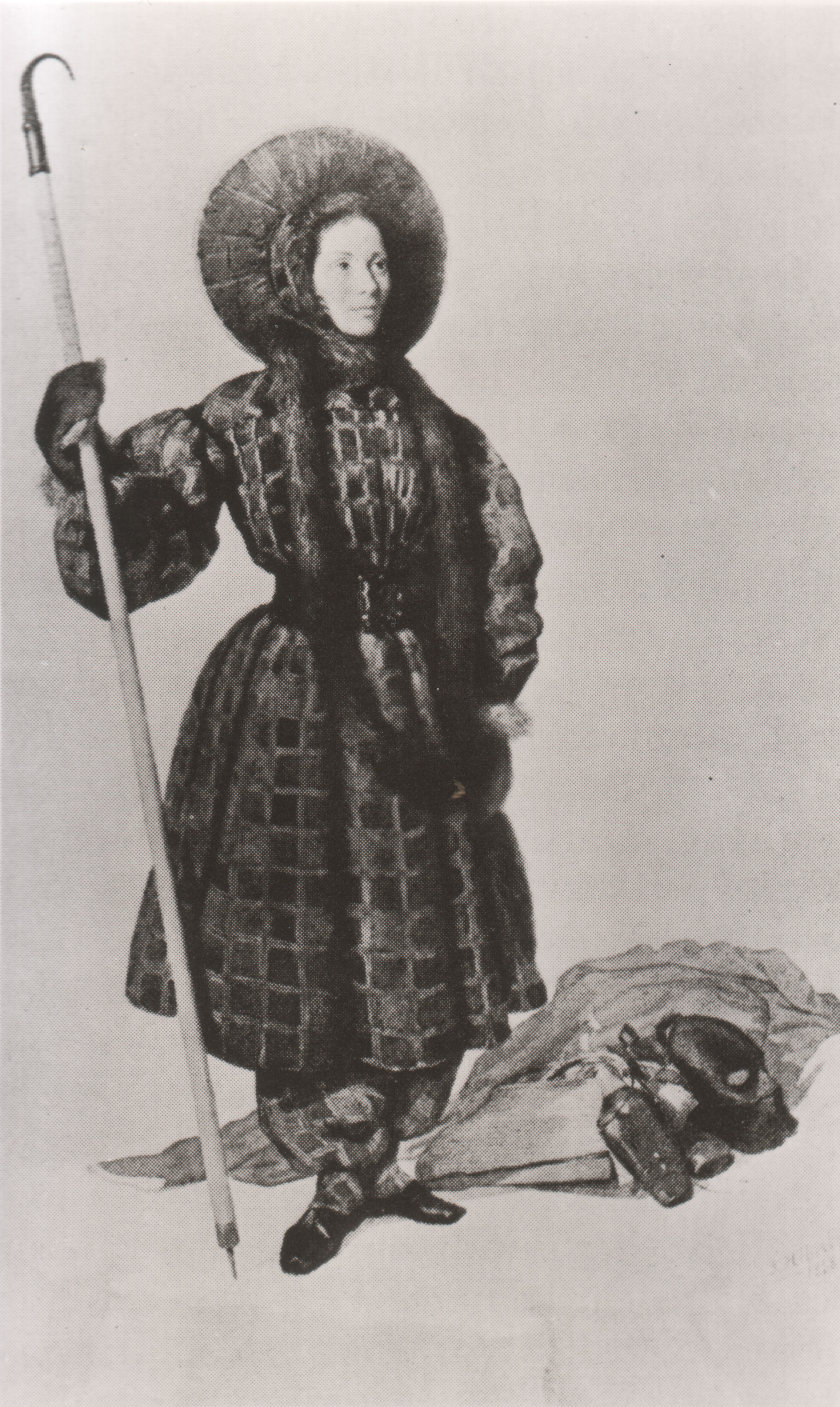
Jules Hébert: Henriette d’Angeville (1838)

Jules Hébert (geboren 1. Januar 1812 in Genf; gestorben 10. November 1897 ebenda) war ein Schweizer Maler.

## Leben
Jules Hébert wurde im zu der Zeit von Frankreich annektierten Genf geboren. Er war ein Sohn des Emaillemalers Nicolas-Didier Hébert und der Catherine Sarah Olivier, die aus der Champagne stammte. Hébert erhielt Zeichenunterricht bei Jérémie Arlaud und bei Jean-Léonard Lugardon an der Schule der Société des Arts de Genève. Mit seinem Freund Barthélemy Menn nahm Hébert bei Jean-Auguste-Dominique Ingres in Paris Unterricht.
Hébert malte Genrebilder und historische Szenen. Weiter war er als Porträtist, Lithograf, Holzstecher, Zeichner und Aquarellmaler tätig. Er wirkte von 1839 bis 1886 als Lehrer für Zeichnen nach der Natur an der Genfer Kunstschule. Hébert unternahm Reisen und kam bis in den Nahen Osten.
Einige seiner Bilder befinden sich im Genfer Musée d’art et d’histoire.